# Arne Nordheim

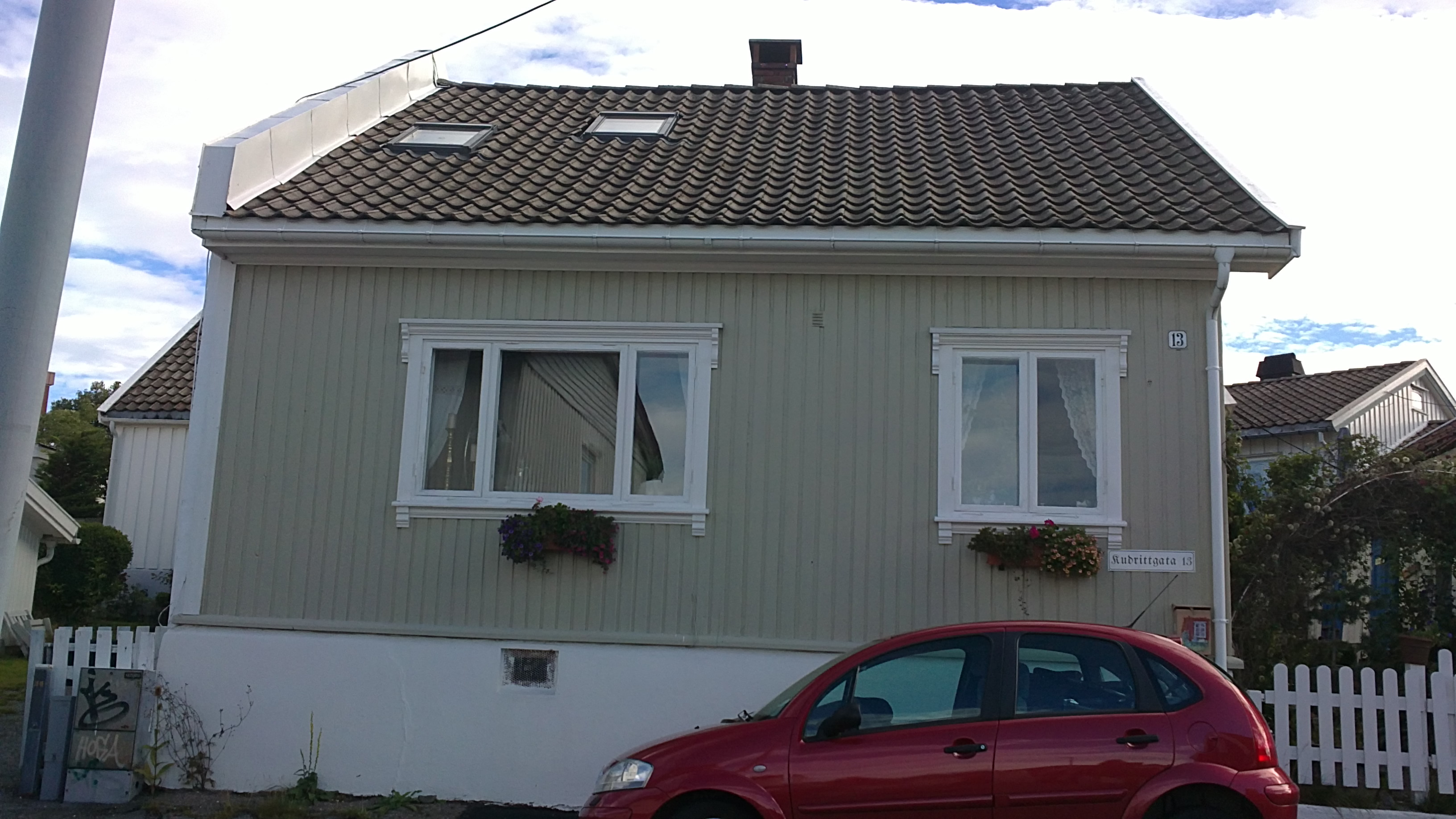
Het huis waar Arne Nordheim opgroeide

Arne Nordheim (Larvik, 20 juni 1931 – Oslo, 5 juni 2010) was een Noors componist, organist en muziekcriticus.

## Levensloop
Nordheim studeerde vanaf 1949 orgel aan de Norges Musikkhøgskole in Oslo. Nadat hij een uitvoering van de Symfonie nr. 2 – Auferstehung van Gustav Mahler had gehoord, stond voor hem vast, dat hij (ook) compositie wilde studeren. Zo studeerde hij voortaan muziektheorie, harmonie, contrapunt. Maar meestal was hij te gast bij de repetities van Oslo-Filharmonien, het filharmonisch orkest van Oslo, vooral om moderne muziek te horen en de klankkwaliteit en -structuren te studeren. In 1952 studeerde Nordheim af, zonder diploma in compositie. Maar hij deed verdere zelfstudies of studies in een kleine groep van gevorderde studenten, die allemaal gefascineerd waren door de eigentijdse muziek. Nordheim werkte in de haven, in de telefooncentrales van telecommunicatiebedrijven en als koordirigent, en financierde zijn studies met deze inkomsten. Later studeerde hij bij Vagn Holmboe in Kopenhagen, die hem vooral vertrouwd maakte met de muziek van Béla Bartók. Vanaf 1955 studeerde hij musique concrète in Parijs. Hij werd enthousiast voor de elektronische muziek en studeerde in Warschau, Stockholm en Bilthoven. De "Nordische muziekdagen" en het "Young Nordic Music Festival" waren voor hem even belangrijk inspiratiebronnen als de bijeenkomsten met de Zweedse avant-garde componisten en de Hongaarse componist György Ligeti in hun tijd als gastdocenten in Stockholm.
Zo werd Nordheim een pionier op het gebied van de elektronische muziek in Noorwegen. De Dodecafonie en de vernieuwingen van de Tweede Weense School waren toen in Noorwegen meestal onbekend, en het was erg moeilijk elektronische muziek te programmeren. Alles kwam tegelijkertijd en de Noorse muziekwereld was geschokt. De congregatie van de Protestantse Episcopale Kerk (Drievuldigheid-kerk) in Oslo verbood de uitvoering van orgelwerken van György Ligeti en Mauricio Kagel in de Aula van de Universiteit van Oslo, het toen meest gebruikte concertgebouw in de Noorse hoofdstad. In deze tijd was Nordheim zeer actief in de Noorse federatie van componisten evenals in de "International Society for Contemporary Music" (ISCM). Hij was een groot initiatiefnemer voor de nieuwe muziek. Als muziekcriticus van het Noorse dagblad Dagbladet documenteerde hij zijn enthousiasme voor de nieuwe muziek.
Het geheim van Nordheims succes als componist was zijn onbreekbare geloof het onmogelijke mogelijk te maken. In 1956 beleefde hij met de zangcyclus Aftonland (Avondland) de nationale doorbraak en in het begin van de jaren 1960 verwierf hij internationale bekendheid. Zijn werken Epitaffio (1963) en Eco gingen in Stockholm in première, Greening beleefde zijn première door het Los Angeles Philharmonic Orchestra onder leiding van Zubin Mehta, Tenebrae in Washington D.C., Spur in Baden-Baden, het ballet The Tempest in Schwetzingen en Magma door het Koninklijk Concertgebouworkest en ook Ariadne in Nederland.

## Composities

### Werken voor orkest
- 1956 rev.1975 Nachruf, voor strijkorkest
- 1956 rev.1987 Rendezvouz, voor strijkorkest
- 1960 Canzona per orchestra
- 1963 rev.1978 Epitaffio, voor orkest en geluidsband
- 1970 Floating, voor orkest
- 1973 Greening, voor orkest
- 1975 Spur, voor accordeon en orkest
- 1976 Suite uit het ballet "Katharsis", voor orkest
- 1979 Suite uit het ballet "The Tempest", voor sopraan, bariton en orkest
  1. Calm Sea
  2. Storm with lightning and thunder
  3. Awakening
  4. Magic Cricle
  5. Lacrymae
  6. A mazed trod
  7. Four Legs and two Voices
  8. Caliban's Warning
- 1981 Tenebrae, voor cello en orkest – première: 3 januari 1982, Washington D.C. – Mstislav Rostropovitsj, (cello)
- 1983 Venit Rex, voor signaalkorps, gemengd koor, orkest, orgel en buisklokken
- 1985 Boomerang, concert voor hobo en kamerorkest
- 1986 Varder, voor acht of meer trompetten en orkest
- 1988 Magma, voor orkest – première: 7 december 1988, Amsterdam, Concertgebouw ter gelegenheid van het 100-jarig jubileum van het orkest
- 1989 Johannesgangaren, voor hardangerviool, vrouwenkoor, slagwerk, synthesizer, 3 trompetten, en de beiaard van het stadhuis van Oslo – tekst: Nils Steensen
- 1990 Monolith, voor orkest – première: 2 april 1991, Tokio, Suntory Hall, door het New Japan Philharmonic Orchestra
- 1992 Ad fontes, voor orkest
- 1994 Adieu, voor strijkorkest
- 1996 Concert, voor viool en orkest
- 2003 Fonos – Three Memorables, voor trombone en orkest
- Bjøllo i fjelle, voor luit, glockenspiel en kamerorkest

### Werken voor harmonieorkest
- 1984 Utposter, voor 24 trompetten, koperblazers en buisklokken
- 1986 Recall and Signals, voor harmonieorkest en orgel (gecomponeerd voor het jubileum van het Vrijheidsbeeld)
- 1995 Jubel, voor harmonieorkest en beiaard

### Missen, oratoria en andere kerkmuziek
- 1985 Tres lamentationes – Sæcundum Hieremias Propheta, voor gemengd koor – tekst: Klaagliederen 1, 1 ; 2, 18- ; 5, 21-22
- 1995 Confutatis – uit het "Requiem der Versöhnung", voor sopraan solo, gemengd koor en orkest
- 1997 Nidaros, oratorium voor zes stemmen, knappenstem, gemengd koor, kinderkoor en orkest – première: 30 mei 1997, Trondheim, Nidarosdomen

### Wereldlijke cantates
- 1979 Tempora Noctis, cantate voor twee sopranen, orkest en elektronische klanken – tekst: Ovidius
- 1989 Be not afeard, cantate voor sopraan, bariton, 2 slagwerkers, harp, celesta, piano en geluidsband – tekst: William Shakespeare

### Muziektheater

#### Balletten
| Voltooid in | titel                                           | aktes | première                                          | libretto | choreografie |
| ----------- | ----------------------------------------------- | ----- | ------------------------------------------------- | -------- | ------------ |
| 1962        | Katharsis                                       |       | 28 mei 1962, Bergen, Festspillene                 |          |              |
| 1963        | Kimaere                                         |       | 17 oktober 1963, Norsk Rikskringkasting (NRK)     |          |              |
| 1971        | Stages gebaseerd op Colorazione en Warszawa     |       | 1971, Londen, The Place                           |          |              |
| 1974        | Stoolgame naar de muziek tot Solitaire          |       |                                                   |          |              |
| 1974        | Strender (Beaches), uit Response I en Solitaire |       |                                                   |          |              |
| 1977        | Ariadne gebaseerd op "Tempora Noctis"           |       |                                                   |          |              |
| 1979        | The Tempest                                     |       | 3 mei 1979, Schwetzingen, Schwetzinger Festspiele |          |              |

#### Toneelmuziek
- 1960 Don Juan
- 1960 Sigurd Slembe
- 1962 Krangel ved bymuren
- 1963 Leiaren
- 1964 Fangen i det blå tårn
- 1965 Stoppested
- 1966 Katteslottet
- 1966 Othello
- 1967 De blanke knappene
- 1967 Don Carlos
- 1967 En gal manns dagbok
- 1967 Mot bristepunktet
- 1967 Papirfuglen
- 1968 Brand
- 1968 Fruen fra havet
- 1968 Lillebror – Lillesøster
- 1969 Ansiktene
- 1969 Dagen vender – tekst: Paul Claudel
- 1969 Gjengangere, muziek voor de radioversie van Henrik Ibsens toneelstuk
- 1969 Johan Gabriel Borkman, muziek voor de radioversie van Henrik Ibsens toneelstuk
- 1971 Kodemus
- 1972 Macbeth

#### Muziek voor hoorspelen in de radio
- 1957 Det hemmelige regnskap
- 1960 Damasktrommen voor het hoorspel van Yukio Mishima
- 1961 Den lille prinsen
- 1962 Isøya radio kaller
- 1963 Her bor vi så gjerne
- 1963 Hjemkomsten
- 1966 Når vi døde vågner
- 1967 Faust
- 1967 Hamlet
- 1968 Lille Eyolf
- 1969 Ingen himmel for Gunga Din
- 1969 Mandagsbilen
- 1969 Myrfolket
- 1970 En benk i parken
- 1970 Vitnene
- 1971 Dødsdansen muziek voor de radioversie van August Strindberg
- 1971 Vi på Alfabulator
- 1972 Dei kjenslelause

### Vocale muziek

#### Werken voor koor
- 1984 Aurora, voor vier zangers (S.A.T.B.), gemengd koor, crotales en geluidsband – tekst: psalm 139 en Dante Alighieri De goddelijke komedie
- 1985 Music to Two Fragments of Music by Shelley, voor gelijke stemmen (SSAA) – tekst: Percy Bysshe Shelley
- 1994 Cada Cancion, voor kinderkoor, gemengd koor en orkest – tekst: Federico García Lorca
- 2010 Converte nos, voor gemengd koor[1]
- Frostregle, voor vrouwenkoor/kinderkoor, slagwerk en synthesizer

#### Liederen
- 1956/1959 Aftonland (Avondland), zangcyclus voor sopraan (of tenor) en kamerensemble (celesta, slagwerk, harp, 2 violen, altviool, cello en contrabas) (of: orkest) – tekst: Pär Lagerkvist
- 1965 Favola, voor twee zangstemmen, 10 dansers, orkest en geluidsband
- 1967 Eco, voor sopraan solo, gemengd koor, kinderkoor en orkest – tekst: Salvatore Quasimodo
- 1973 Morgenraga, voor zangstem, saxofoon, gitaar, contrabas en slagwerk
- 1973 Solar Plexus, voor spreker, vrouwenstem, saxofoon, piano (ook: orgel) en slagwerk
- 1975 Doria, voor tenor en orkest – tekst: Ezra Pound
- 1976 Two One Singing, voor tenor en harp
- 1977 Be not afeared, voor sopraan, bariton, vijf instrumenten en geluidsband
- 1980 rev. 1996 Nedstigningen, voor spreker, sopraan, vrouwenkoor (SSAA) orkest en elektronische klanken – tekst: Stein Mehren
- 1982 Den første sommerfugl (The First Butterfly), voor sopraan en harp – tekst: Henrik Wergeland
- 1984 Klokkesong, voor countertenor, renaissance instrumenten, gemengd koor en kerkklokken
- 1986 Ore, fermate il volo, voor countertenor en teorbe
- 1987 La mia canzone, voor sopraan, piano en slagwerk – tekst: Francesco Petrarca
- 1988 Love’s Food, voor mezzosopraan, bariton, twee piano's, twee violen en altviool
- 1988 Tre voci, voor sopraan en kamerensemble – tekst: Francesco Petrarca, Giordano Bruno en Giuseppe Ungaretti
- 1992 Magic Island, voor sopraan, bariton en kamerorkest – tekst: William Shakespeare
- 1995 Non gridate, voor sopraan, gemengd koor en orkest – tekst: Giuseppe Ungaretti
- 1995 Three Unexpected Songs, voor countertenor, twee dwarsfluiten, blokfluit, crumhoorn en viola da gamba
  1. Io v'amo sol peché voi siete bella
  2. Ore, fermate il volo
  3. Ecco mormorar l'onde
- 1996 Wirklicher Wald, voor sopraan, cello, gemengd koor en orkest – tekst: Rainer Maria Rilke
- 1999 Heilt stille, twee liederen voor sopraan en cello – tekst: gedichten van Tarjei Vesaas
  1. Innbying
  2. Heilt stille
- 2002 5 cryptographies, voor zangstem, slagwerk, synthesizer en elektronica
- 2005 5 Kryptofonier, voor sopraan, slagwerk en synthesizer
- Silver Key, voor vier vrouwenstemmen[2]

### Kamermuziek
- 1955 Epigram, voor strijkkwartet
- 1956 Strijkkwartet
- 1963 Partita, voor altviool, klavecimbel en slagwerk
- 1963 rev.2001 Partita Memoria, voor viool, slagwerk en toetseninstrument
- 1966 Response I, voor twee slagwerkgroepen en geluidsband
- 1967 Signals, voor accordeon, slagwerk en elektrische gitaar
- 1968 Response II, voor slagwerker en geluidsband
- 1971 Dinosaurus, voor accordeon en geluidsband
- 1971 OHM, voor luit en geluidsband
- 1972 Help (Pomodzy), voor klarinet, trombone, piano en cello
- 1977 Response, voor orgel, slagwerk en geluidsband
- 1978 Canto, voor cello, orgel en buisklokken
- 1978 Response IV, voor vier slagwerkers en geluidsband
- 1981 Partita, voor zes contrabassen
- 1983 Response III, voor orgel, vier slagwerkgroepen en geluidsband
- 1985 Partita für Paul, voor viool en elektronisch delay
- 1987 Acantus firmus, voor jazzzanger(es), hardangerviool en geluidsband
- 1987 The Return of The Snark, voor trombone en geluidsband
- 1987 Tractatus, voor dwars- of blokfluit, laag houtblazer, harp, celesta, piano, slagwerk en strijkers
- 1991 Duplex, voor viool en altviool (of cello)
- 1991 Response, voor slagwerker en geluidsband
- 2001 Five Stages, voor strijkkwartet
- Winding River : To one Singing, voor dwarsfluit en harp

### Werken voor piano
- 1971 Listen (Een van de verplichte werken tijdens het kroonprinses Sonja Internationaal compositie-wedstrijd in 1987)

### Werken voor accordeon
- 1985 Flashing[3]

### Werken voor gitaar
- 1969 Partita II, voor elektrische gitaar

### Filmmuziek
- 1963 Edvard Munch, muziek voor de televisieserie
- 1968 Vikingenes veger, televisieserie
- 1970 A Forum of the Art, elektroakoestische muziek voor een documentaire voor het Henie Onstad kunstsenter
- 1971 En dag i Ivan Denisovitsj' liv (Een dag uit het leven van Ivan Denisovitsj – Один день Ивана Денисовича) naar Aleksandr Solzjenitsyn
- 1995 Klimaks

### Elektroakoestische muziek
- 1967 Evolusjon (Evolution), elektroakoestische muziek bij schilderijen van Rolf Aamot
- 1968 Colorazione, voor hammondorgel, slagwerk, delay, ringmodulatoor en filters
- 1968 Ode til lyset (Ode to Light), elektroakoestische muziek voor sculpturen van Arnold Haukeland[4]
- 1968 Solitaire, voor elektroakoestische instrumenten
- 1968 Warszawa, voor elektroakoestische instrumenten
- 1969 Peer Gynt, elektronische toneelmuziek
- 1970 Pace, voor elektroakoestische instrumenten
- 1971 Lux et tenebrae, concrete en elektronische klanken voor de wereldtentoonstelling Expo 70 te Osaka
- 1973 Five Osaka Fragments, vijf korte uittreksels uit Poly-Poly
- 1979 Poly-Poly, elektroakoestische muziek voor de Scandinavië paviljoen op de EXPO in Osaka
- 1982 Colorazione, voor hammondorgel X-66, slagwerk, time-delay (versie 1982), ringmodulatoren en filters
- 1987 Stille, Kepler tenker, voor elektroakoestische instrumenten
- Dodeka[5]

## Onderscheidingen
- 1997 Orde van Sint-Olaf
- 1998 Orde van Verdienste (Italië)
- 1999 Orde van Verdienste van de Volksrepubliek Polen
- 2006 eredoctor van de Norges Musikkhøgskole

## Media
1. ↑  Converte nos door "Grex Vocalis". Gearchiveerd op 7 maart 2021.
2. ↑  Silver Key door Ensemble van de Toneheim Fhs. Gearchiveerd op 31 maart 2021.
3. ↑  Flashing door Caroline Chevalier (accordeon). Gearchiveerd op 25 september 2019.
4. ↑  Ode til lyset (Ode to Light). Gearchiveerd op 25 september 2019.
5. ↑  Hovering (from "Dodeka"). Gearchiveerd op 19 november 2020.

- Bibsys: 90208636
- Biblioteca Nacional de España: XX1694107
- Bibliothèque nationale de France: cb13959872d (data)
- Gemeinsame Normdatei: 124397883
- International Standard Name Identifier: 0000 0000 7978 5322
- Library of Congress Control Number: n81146630
- Nationale Bibliotheek van Letland: 000176674
- MusicBrainz: 608fd414-5dc1-4593-98a9-73b246bc887a
- Nationale Bibliotheek van Tsjechië: jam2008472724
- Nationale Bibliotheek van Israël: 987007526620605171
- Nederlandse Thesaurus van Auteursnamen: 110801970
- LIBRIS: 213019
- SNAC: w6pk0qjr
- Système universitaire de documentation: 059906472
- Virtual International Authority File: 83654376
- WorldCat: E39PBJmxYcRyBJ6xTGkrCqFkDq